# Mohammad Iqbál Azízí
Mohammad Iqbál Azízí je afghánský politik, který od března 2010 působí jako guvernér v provincii Laghmán na tomto postu vystřídal Lutfulláha Mashala.
Předtím pracoval jako vedoucí odboru školství v provincii Nangarhár. 